# 나토리 아쓰시
나토리 아쓰시(일본어: 名取 篤, 1961년 11월 12일 ~ )는 일본의 전 축구 선수이다.

## 구단 경력
1980년 일본 사커 리그의 미쓰비시 중공(우라와 레즈)에 입단했다. 1980년에 일본 사커 리그 우승을 차지했다. 1994년까지 246경기에 나서 9득점을 기록했다. 1994년후 현역 은퇴.

## 국가대표팀 경력
그는 1979년 FIFA 세계 청소년 축구 선수권 대회에 참가할 일본 U-20 국가대표팀에 발탁되었다.
1988년 10월 26일 대한민국과의 경기에서 일본 국가대표팀에 데뷔했다. 그는 1989년까지 국제 A매치 통산 6경기에 출전했다.

## 통계
| 일본 | 일본 | 일본 |
| 연도 | 출전 | 득점 |
| ---- | ---- | ---- |
| 1988 | 1    | 0    |
| 1989 | 5    | 0    |
| 통산 | 6    | 0    |